# Girdziuny (gmina Dziewieniszki)
Girdziuny (lit. Girdžiūnai) − wieś na Litwie, w okręgu wileńskim, w rejonie solecznickim, w gminie Dziewieniszki, zamieszkana przez 30 ludzi, 9 km na wschód od Dziewieniszek. W okolicy położony jest Dziewieniski Historyczny Park Regionalny.

## Historia
W czasach zaborów wieś w gminie Dziewieniszki, w powiecie oszmiańskim, w guberni wileńskiej Imperium Rosyjskiego. W 1866 roku liczyła 104 mieszkańców w 11 domach, pod koniec XIX wieku zamieszkiwało tu 160 osób.
W latach 1921–1945 wieś leżała w Polsce, w województwie wileńskim, w powiecie oszmiańskim, w gminie Dziewieniszki.
W 1931 w 33 domach zamieszkiwały 182 osoby.
Wierni należeli do parafii rzymskokatolickiej w Subotnikach. Miejscowość podlegała pod Sąd Grodzki w Holszanach i Okręgowy w Wilnie; właściwy urząd pocztowy mieścił się w Dziewieniszkach.